# Jan Pieter Guépin
Jan Pieter Guépin, officieel Jean Pierre Guépin (Amsterdam, 25 april 1929 – aldaar, 21 februari 2006), was een Nederlandse dichter en essayist.

## Biografie
Tijdens zijn studie klassieke letteren aan de Universiteit van Amsterdam was Guépin redacteur van het studentenweekblad Propria Cures. Hij  promoveerde op een onderwerp uit de Griekse godsdienstgeschiedenis: De tragische paradox.
Vervolgens doceerde Guépin aan de Rijksuniversiteit Groningen en de Universiteit Leiden. Op de Leidse universiteit werd hij in 1971 lector vergelijkende literatuurwetenschap. In 1979 trad hij af om gezondheidsredenen.
Als schrijver debuteerde Guépin in 1968 met het werk De mens is een dier maar hij zou het kunnen weten, waarvoor hij de Poëzieprijs van de gemeente Amsterdam ontving. In 1983 verscheen zijn belangrijkste werk, De Beschaving, waarin hij een "retorische mentaliteit" als levenshouding voorstond. Hieruit kwam ook de lezing "De heilige Herodes" voort, waarin hij de antieke polemiek tegen het Christendom hernam. Guépin vond verder dat burgerlijkheid te verkiezen was boven het grote gebaar.

### Pleitbezorger Neolatijnse poëzie
Guépin was een groot pleitbezorger van de Neolatijnse poëzie, waarvan hij veel vertalingen maakte. Vooral bewonderde hij de Nederlandse dichter Janus Secundus, die hij 'een van de grootste dichters van de wereld' noemde en aan wie hij een omvangrijke studie wijdde (De kunst van Janus Secundus, 1991). Hij publiceerde ook een grote bronnenstudie over Janus Secundus en diens broers Grudius en Marius (De Drie Dichtende Broers, 2000).